# WE.177

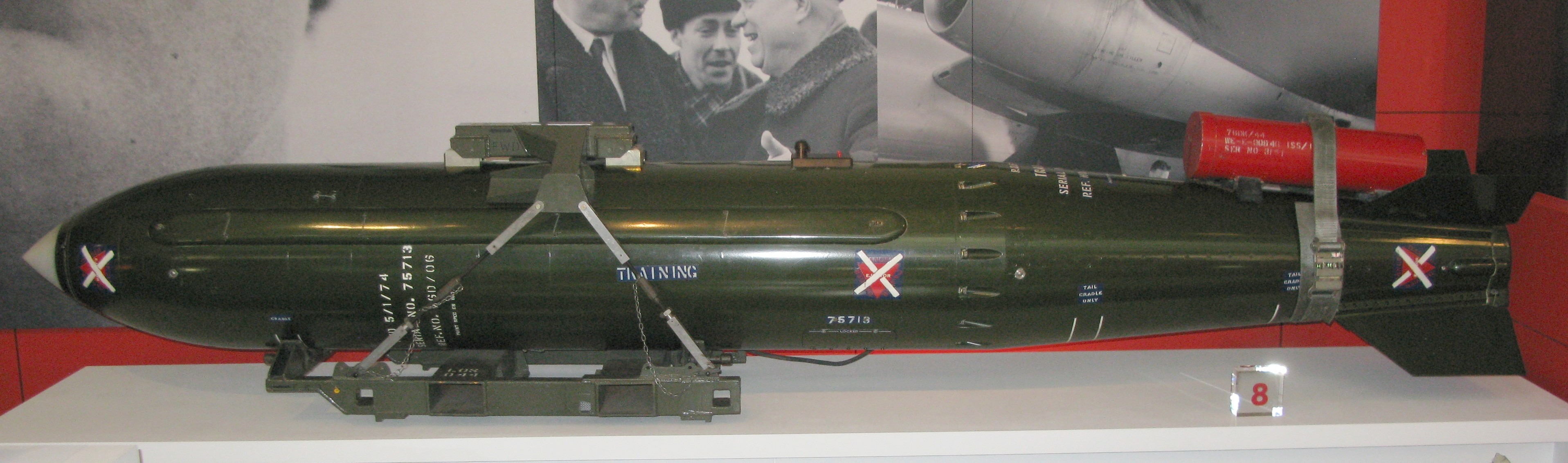
WE.177-Übungsexemplar

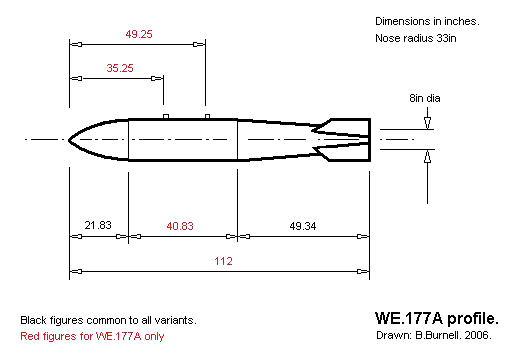
WE.177A

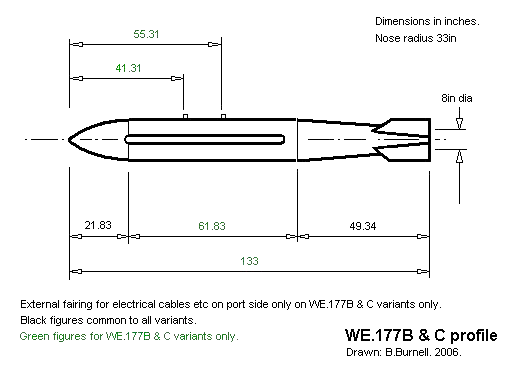
WE.177B & C

Die WE.177 war eine britische nukleare Fliegerbombe. Sie wurde von 1966 bis 1998 einsatzbereit gehalten. Es handelte sich um die letzte nukleare Fliegerbombe Großbritanniens. Es existierten drei Varianten, die WE.177A mit einer Sprengkraft von etwa 10 Kilotonnen, die WE.177B mit einer Sprengkraft von bis zu 200 Kilotonnen und die WE.177C mit einer Sprengkraft von bis zu 400 Kilotonnen. Die letzten WE.177 wurden im März 1998 ausgemustert und im August desselben Jahres verschrottet.